# Thanasi Kokkinakis
Thanasi Kokkinakis (* 10. dubna 1996 Adelaide) je australský profesionální tenista řeckého původu. Na grandslamu zvítězil s Nickem Kyrgiosem ve čtyřhře Australian Open 2022. Ve své dosavadní kariéře na okruhu ATP Tour vyhrál jeden turnaj ve dvouhře a tři ve čtyřhře. Na challengerech ATP a okruhu ITF získal sedm titulů ve dvouhře a dva ve čtyřhře.
Na žebříčku ATP byl ve dvouhře nejvýše klasifikován v listopadu 2023 na 65. místě a ve čtyřhře pak v listopadu 2022 na 15. místě. Trénují ho Todd Langman a Todd Ley.
V australském daviscupovém týmu debutoval jako 17letý v roce 2014 prvním kolem Světové skupiny proti Francii, v němž prohrál čtvrtou dvouhru s Julienem Benneteauem. Australané podlehli 0:5 na zápasy. Do září 2024 v soutěži nastoupil k deseti mezistátním utkáním s bilancí 5–7 ve dvouhře a 0–0 ve čtyřhře.
Austrálii reprezentoval na Letních olympijských hrách 2016 v Riu de Janeiru, kde se díky žebříčkové ochraně účastnil mužské dvouhry. V úvodním kole však podlehl Portugalci Gastãu Eliasovi po dvou nezvládnutých tiebreacích.

## Tenisová kariéra
Z juniorky Grand Slamu odešel dvakrát jako poražený finalista dvouhry. Na Australian Open 2013 jako kvalifikant nestačil na krajana Nicka Kyrgiose a v závěrečném duelu US Open 2013 pak podlehl Chorvatovi Bornovi Ćorićovi po třísetovém průběhu. Deblový juniorský titul vybojoval s Kyrgiosem ve Wimbledonu 2013 po výhře nad francouzsko-italským párem Enzo Couacaud a Stefano Napolitano.

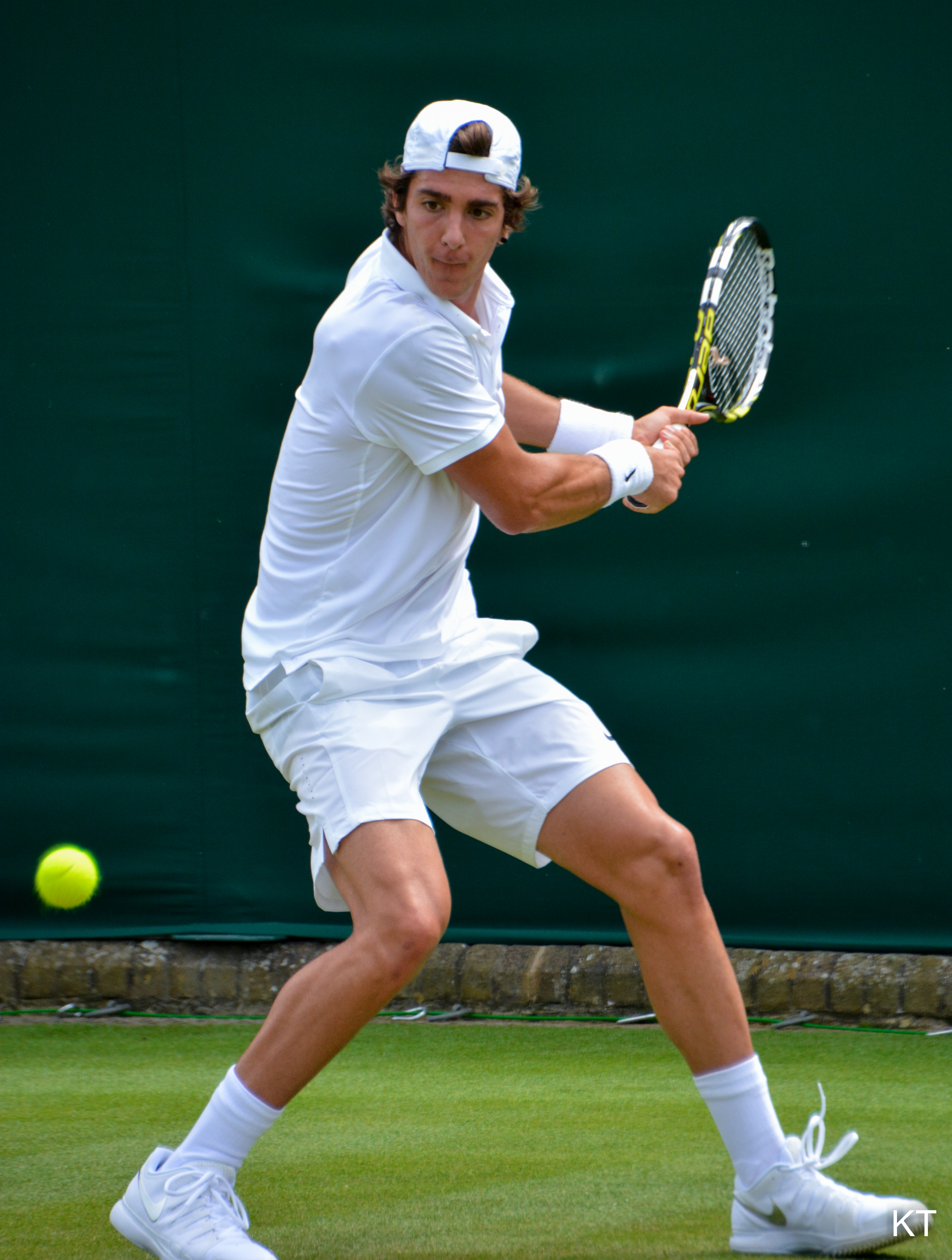
Bekhend ve Wimbledonu 2015

Stal se také členem australského juniorského týmu v Davis Cupu, které na barcelonské antuce v září 2012 vybojovalo stříbrné medaile po finálové porážce od Itálie. Na úvod sezóny 2015 obdržel divokou kartu do hlavní soutěže Brisbane International 2015. V prvním kole zdolal francouzskou turnajovou osmičku Juliena Benneteaua ve dvou setech a oplatil mu rok starou prohru z Davis Cupu. Ve druhém kole však nenašel recept na krajana Bernarda Tomice. Divokou kartu obdržel i do brisbaneské čtyřhry po boku Bulhara Grigora Dimitrova. V semifinále je vyřadila dvojice Kei Nišikori a Alexandr Dolgopolov. Opět na divokou kartu startoval na grandslamu Australian Open 2015, kde v úvodní fázi překvapivě přehrál jedenáctého nasazeného Lotyše Ernestsa Gulbise.  Od konce října 2015 do ledna 2017 nehrál pro poranění ramene, které měl operované. Výjimkou se stal jeden zápas na olympijském turnaji v Riu de Janeiru.
Premiérový titul na okruhu ATP Tour vybojoval z mužské čtyřhry Brisbane International 2017, do níž nastoupil s krajanem Jordanem Thompsonem na divokou kartu. Ve druhém kole zdolali nejlepší světový pár Pierre-Hugues Herbert a Nicolas Mahut z Francie. Semifinále pak zvládli proti zkušené dvojici deblových specialistů Daniel Nestor a Édouard Roger-Vasselin. Ve finále zdolali lucembursko-americkou dvojici Gilles Müller a Sam Querrey výsledkem 7–6 a 6–4. Kokkinakis se přitom vrátil na profesionální túru po 15měsíční přestávce způsobené poraněním ramene, jež měl operované.

## Soukromý život
Narodil se roku 1996 v jihoaustralském Adelaide do rodiny Řeků Trevora a Vouly Kokkinakisových. Jeho bratrancem je manažer Nikos Papaziakas a kmotřencem klarinetista Theodoros Skaltsas. S tenisem začal v osmi letech.

## Finále na Grand Slamu

### Mužská čtyřhra: 1 (1–0)
| Stav  | rok  | turnaj          | povrch | spoluhráč    | soupeři ve finále         | výsledek |
| ----- | ---- | --------------- | ------ | ------------ | ------------------------- | -------- |
| Vítěz | 2022 | Australian Open | tvrdý  | Nick Kyrgios | Matthew Ebden Max Purcell | 7–5, 6–4 |

## Finále na okruhu ATP Tour
| Legenda                     |
| --------------------------- |
| D – dvouhra; Č – čtyřhra    |
| Grand Slam (1–0 Č)          |
| Turnaj mistrů (0)           |
| ATP Tour Masters 1000 (0)   |
| ATP Tour 500 (0)            |
| ATP Tour 250 (1–1 D; 2–1 Č) |

### Dvouhra: 2 (1–1)
| Stav      | č. | datum          | turnaj              | povrch | soupeř ve finále   | výsledek                |
| --------- | -- | -------------- | ------------------- | ------ | ------------------ | ----------------------- |
| Finalista | 1. | 6. srpna 2017  | Los Cabos, Mexiko   | tvrdý  | Sam Querrey        | 3–6, 6–3, 2–6           |
| Vítěz     | 1. | 15. ledna 2022 | Adelaide, Austrálie | tvrdý  | Arthur Rinderknech | 6–7(6–8), 7–6(7–5), 6–3 |

### Čtyřhra: 4 (3–1)
| Stav      | č. | datum             | turnaj                                | povrch | spoluhráč       | soupeři ve finále                         | výsledek      |
| --------- | -- | ----------------- | ------------------------------------- | ------ | --------------- | ----------------------------------------- | ------------- |
| Vítěz     | 1. | 8. ledna 2017     | Brisbane, Austrálie                   | tvrdý  | Jordan Thompson | Gilles Müller Sam Querrey                 | 7–6(9–7), 6–4 |
| Finalista | 1. | 4. srpna 2018     | Los Cabos, Mexiko                     | tvrdý  | Taylor Fritz    | Marcelo Arévalo Miguel Ángel Reyes-Varela | 4–6, 4–6      |
| Vítěz     | 2. | 29. ledna 2022    | Australian Open, Melbourne, Austrálie | tvrdý  | Nick Kyrgios    | Matthew Ebden Max Purcell                 | 7–5, 6–4      |
| Vítěz     | 3. | 31. července 2022 | Atlanta, Spojené státy                | tvrdý  | Nick Kyrgios    | Jason Kubler John Peers                   | 7–6(7–4), 7–5 |

## Tituly na challengerech ATP a okruhu ITF
| Legenda                  |
| ------------------------ |
| D – dvouhra; Č – čtyřhra |
| Challengery (6 D; 3 Č)   |
| ITF (1 D; 0 Č)           |

### Dvouhra (7 titulů)
| Č. | datum         | turnaj                   | povrch | poražený finalista | výsledek           |
| -- | ------------- | ------------------------ | ------ | ------------------ | ------------------ |
| 1. | červenec 2014 | Saskatoon, Kanada        | tvrdý  | Fritz Wolmarans    | 7–6, 7–6           |
| 2. | květen 2015   | Bordeaux, Francie        | antuka | Thiemo de Bakker   | 6–4, 1–6, 7–6(7–5) |
| 3. | srpen 2018    | Aptos, Spojené státy     | tvrdý  | Lloyd Harris       | 6–2, 6–3           |
| 4. | říjen 2018    | Las Vegas, Spojené státy | tvrdý  | Blaž Rola          | 6–4, 6–4           |
| 5. | květen 2021   | Biella, Itálie           | antuka | Enzo Couacaud      | 6–3, 6–4           |
| 6. | únor 2023     | Manáma, Bahrajn          | tvrdý  | Abedallah Shelbayh | 6–1, 6–4           |
| 7. | duben 2024    | Sarasota, Spojené státy  | antuka | Zizou Bergs        | 6–3, 1–6, 6–0      |

### Čtyřhra (3 tituly)
| Č. | datum         | turnaj                  | povrch | spoluhráč         | poražení finalisté           | výsledek        |
| -- | ------------- | ----------------------- | ------ | ----------------- | ---------------------------- | --------------- |
| 1. | říjen 2013    | Melbourne, Austrálie    | tvrdý  | Benjamin Mitchell | Andrew Whittington Alex Bolt | 6–3, 6–2        |
| 2. | červenec 2014 | Winnetka, Spojené státy | tvrdý  | Denis Kudla       | Raymond Sarmiento Evan King  | 6–2, 7–6 (7–4)  |
| 3. | srpen 2018    | Aptos, Spojené státy    | tvrdý  | Matt Reid         | Jonny O'Mara Joe Salisbury   | 6–2, 4–6 [10–8] |

## Finále soutěží družstev: 1 (0–1)
| Výsledek  | č. | datum a místo konání                                                                   | spoluhráči                                               | soupeři                                                                               | skóre |
| --------- | -- | -------------------------------------------------------------------------------------- | -------------------------------------------------------- | ------------------------------------------------------------------------------------- | ----- |
| Finalista | 1. | Davis Cup 2022 27. listopadu 2022 Málaga, Španělsko tvrdý (hala), Martin Carpena Arena | Alex de Minaur Max Purcell Jordan Thompson Matthew Ebden | Kanada                                                                                | 0–2   |
| Finalista | 1. | Davis Cup 2022 27. listopadu 2022 Málaga, Španělsko tvrdý (hala), Martin Carpena Arena | Alex de Minaur Max Purcell Jordan Thompson Matthew Ebden | Félix Auger-Aliassime Denis Shapovalov Vasek Pospisil Alexis Galarneau Gabriel Diallo | 0–2   |

## Finále na juniorském Grand Slamu

### Dvouhra juniorů: 2 (0–2)
| Stav      | Rok  | Turnaj          | Povrch | Soupeř ve finále | Výsledek      |
| --------- | ---- | --------------- | ------ | ---------------- | ------------- |
| Finalista | 2013 | Australian Open | tvrdý  | Nick Kyrgios     | 6–7(4–7), 3–6 |
| Finalista | 2013 | US Open         | tvrdý  | Borna Ćorić      | 6–3, 3–6, 1–6 |

### Čtyřhra juniorů: 1 (1–0)
| Stav  | Rok  | Turnaj    | Povrch | Spoluhráč    | Soupeři ve finále                | Výsledek |
| ----- | ---- | --------- | ------ | ------------ | -------------------------------- | -------- |
| Vítěz | 2013 | Wimbledon | tráva  | Nick Kyrgios | Enzo Couacaud Stefano Napolitano | 6–2, 6–3 |